# Rum Mehmed Pasza
Rum Mehmed Pasza – wielki wezyr imperium osmańskiego w latach 1466-1469 greckiego pochodzenia.
O jego pochodzeniu i karierze niewiele wiadomo, poza tym iż był Grekiem. Urząd wezyra objął po dymisji Mahmuda Paszy. Po utracie łaski sułtańskiej został zmuszony do ustąpienia i prawdopodobnie w 1470 roku stracony. Według kronikarzy osmańskich jako wezyr był bezwzględny, okrutny i chciwy. Był jednak fachowcem w dziedzinie finansów. Wprowadził system dzierżawy podatków (mukataa).